# Jakir Aharonov
Jakir Aharonov (hebrejsky: יקיר אהרונוב; narozen 28. srpna 1932 Haifa) je izraelský fyzik, specializující se na kvantovou fyziku.

## Život a výzkum
Bakalářské vzdělání získal na Technionu (Izraelský technologický institut) v izraelské Haifě, kde promoval v roce 1956. V magisterském studiu pokračoval na Technionu, po němž se přesunul na britskou univerzitu v Bristolu, kde získal roku 1960 titul Ph.D.
Ve svém výzkumu se zabývá nelokálními a topologickými efekty v kvantové mechanice, kvantovou teorií pole a interpretacím kvantové mechaniky. V roce 1959 společně s Davidem Bohmem navrhli Aharonovo-Bohmův efekt, za nějž mu byla roku 1998 udělena Wolfova cena za fyziku.
Je profesorem teoretické fyziky a James J. Farley Professor of Natural Philosophy na Chapman University v Kalifornii. Dále je distinguished professor na Perimeter Institute, emeritním profesorem na Telavivské univerzitě v Izraeli a prezidentem izraelského Institutu pokročilého výzkumu (The Israeli Institute for Advanced Research).
V roce 1998 obdržel Wolfovou cenu za fyziku (1998) a v roce 2010 byl vyznamenán Národním vyznamenáním za vědu.

## Akademická kariéra
- 1960–1961: asistent, Brandeis University
- 1961–1964: odborný asistent, Yeshiva University
- 1964–1967: mimořádný profesor, Yeshiva University
- 1967–1973: joint professorship na Telavivské univerzitě v Izraeli a na Yeshiva University
- 1973–2006: joint professorship na Telavivské univerzitě v Izraeli a na University of South Carolina
- 2006–2008: profesor na George Mason University
- 2008–současnost: profesor teoretické fyziky a James J. Farley Professor of Natural Philosophy na Chapman University

## Ocenění a pocty
- 1981: zvolen členem American Physical Society
- 1984: Weizmannova cena za fyziku
- 1984: Rothschildova cena za fyziku
- 1989: Izraelská cena v kategorii přesných věd[3]
- 1990: zvolen do Izraelské akademie věd a klasického vzdělávání
- 1991: The Elliott Cresson Medal - The Franklin Institute
- 1992: čestný doktorát, Technion - Izraelský technologický institut
- 1993: zvolen členem Národní akademie věd USA
- 1993: čestný doktorát, University of South Carolina, USA
- 1995: Hewlett-Packard Europhysics Prize
- 1997: čestný doktorát, Bristol University, UK
- 1998: Wolfova cena za fyziku[4]
- 1999: čestný doktorát, University of Buenos Aires, Argentina
- 2006: EMET Prize v oboru přesných věd
- 2010: Národní vyznamenání za vědu, udělená prezidentem Barackem Obamou[5]